# Erwin Schulz
Erwin Wilhelm Schulz, (27. november 1900 i Berlin - 11. november 1981 i Bremen, var en tysk SS-Brigadeführer og generalmajor i politiet. Han var fra juni til september 1941 var han leder af Einsatzkommando 5, der tilhørte Einsatzgruppe C, en af de fire mobile indsatsgrupper der opererede for Nazityskland i det besatte Baltikum og Sovjetunionen.